# Schijfkamille
Schijfkamille (Matricaria discoidea, synoniem: Matricaria matricaroides) is een eenjarige plant, die behoort tot de composietenfamilie (Asteraceae). Het geslacht kamille (Matricaria) onderscheidt zich van het geslacht schubkamille (Anthemis) door het ontbreken van stroschubben op de bloembodem en door de holle bloembodem. Schijfkamille komt oorspronkelijk uit Noordoost-Azië, maar komt nu in Nederland en Duitsland overal voor. In België werd ze voor het eerst waargenomen in Wilsele in augustus 1893. Volgens GBIF komt schijfkamille wereldwijd voor, waarbij aangegeven wordt dat het in 39 landen door menselijk toedoen geïntroduceerd is. Het aantal chromosomen is 2n = 18. Bij aanraken geeft de plant een vrij sterke typische geur af, veroorzaakt door het vrijkomen van etherische olie. De olie heeft een geneeskrachtige werking.

## Determinatie
Schijfkamille is een kruidachtige plant die een hoogte kan bereiken van 5–30 cm. Ze heeft rechtopstaande, vertakte stengels. De iets vlezige, 2–6,5 cm lange bladeren zijn 3-dubbelgeveerd met draadvormige slippen die tot ongeveer 1 mm breed kunnen worden.
Schijfkamille bloeit vanaf juni tot de herfst. Het eivormige bloemhoofdje is 5–8 mm breed, heeft alleen groengele, viertandige buisbloempjes en staat op een korte steel. Schijfkamille onderscheidt zich van andere kamillesoorten doordat de witte lintbloemen ontbreken. De holle bloembodem is kegelvormig en wordt tijdens de bloei langer. De omwindselblaadjes zijn 2,5–3,8 mm groot.
Zoals bij alle composieten is de vrucht een nootje. Op het min of meer afgerond, 1–1,5 mm lang nootje zitten twee striemvormige olieklieren. Het pappus (vruchtpluis) bestaat uit een gegolfd richeltje.

## Ecologie
Schijfkamille is een pioniersoort die voorkomt op bewerkte, open grond. Ze wordt beschouwd als een akkeronkruid.

### Syntaxonomie
In de syntaxonomie staat schijfkamille te boek als kensoort voor het varkensgras-verbond. Ze bereikt haar optimum in de associatie van varkenskers en schijfkamille.

## Fotogalerij

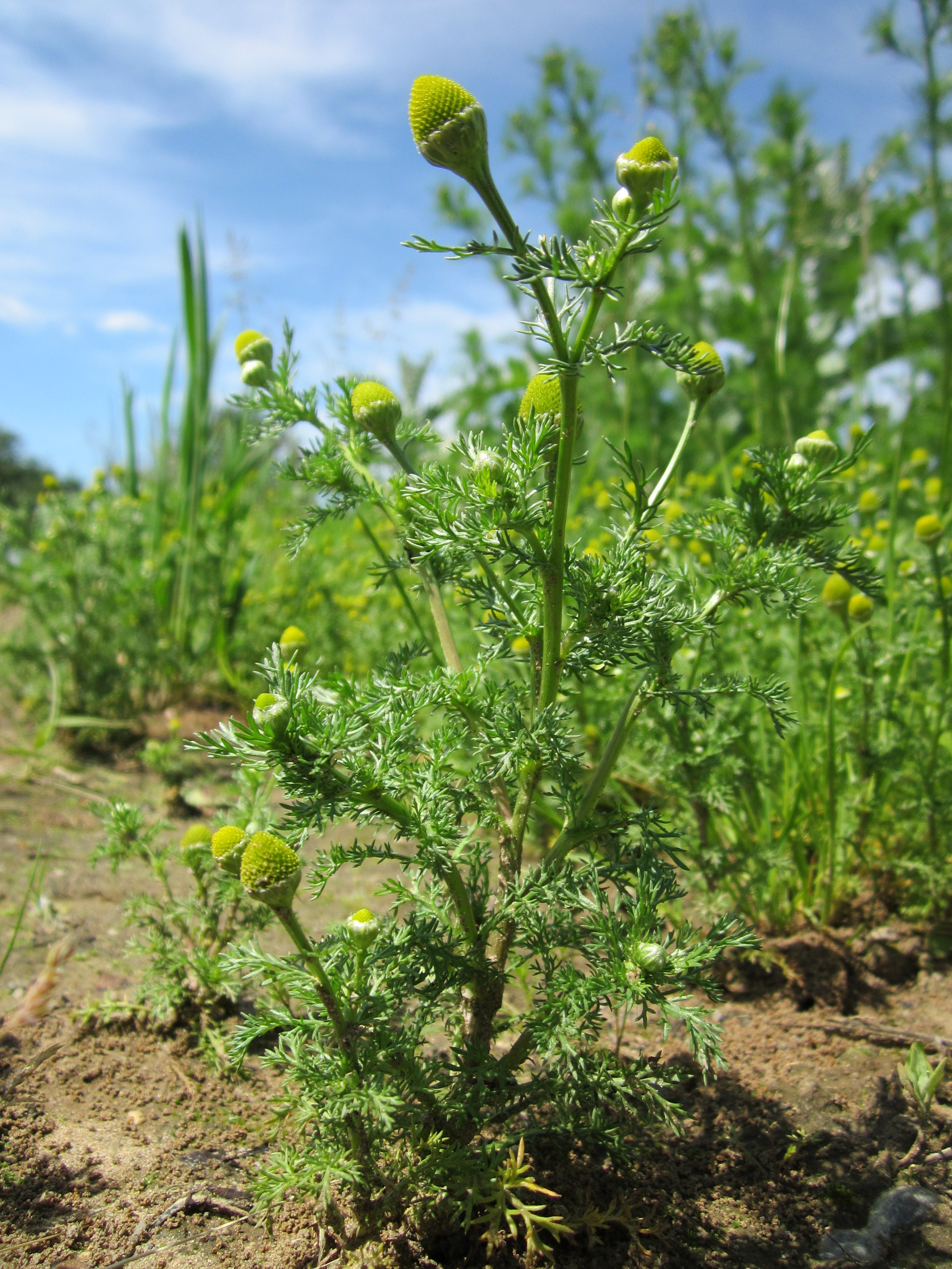
Plant
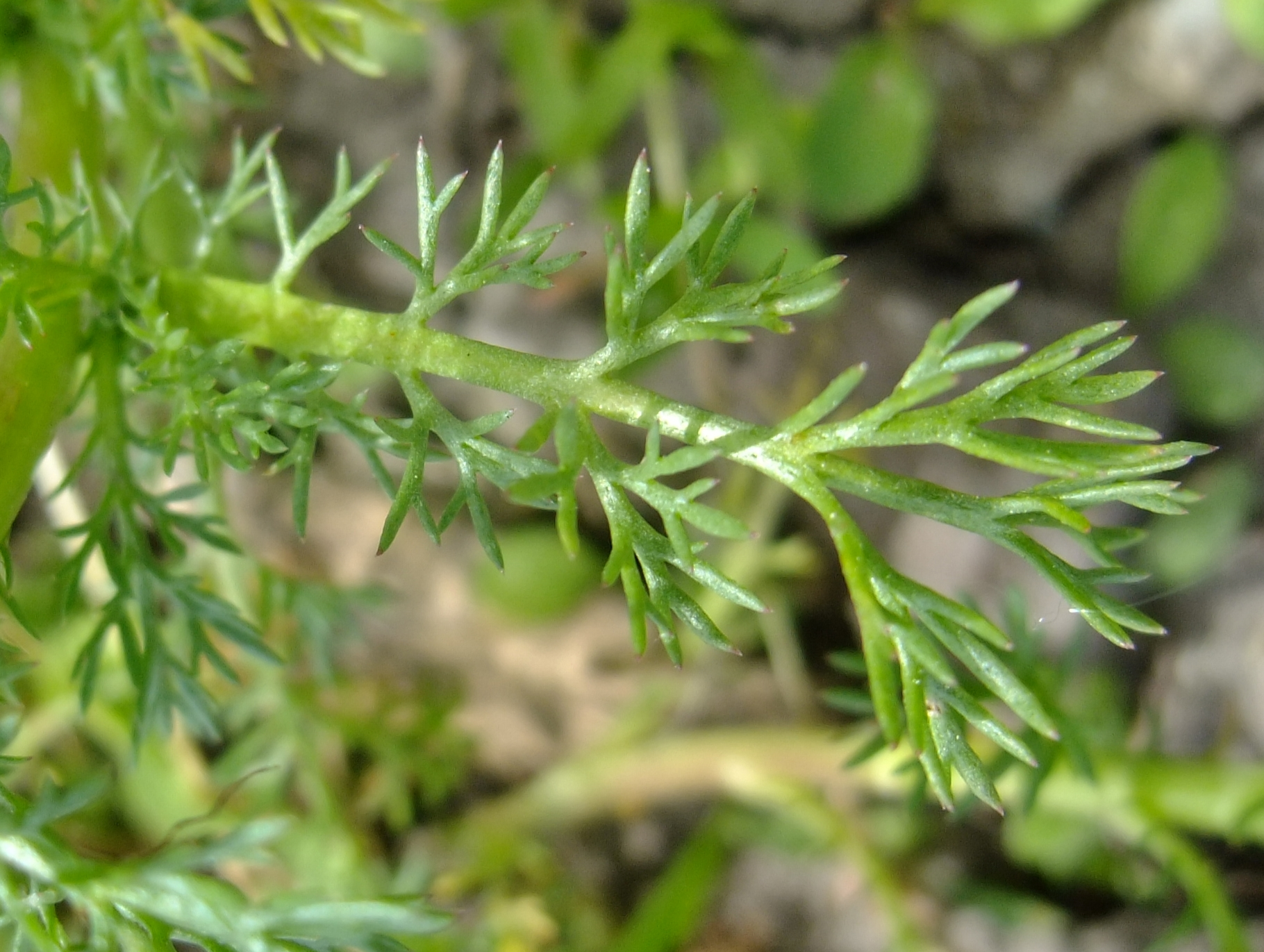
Blad
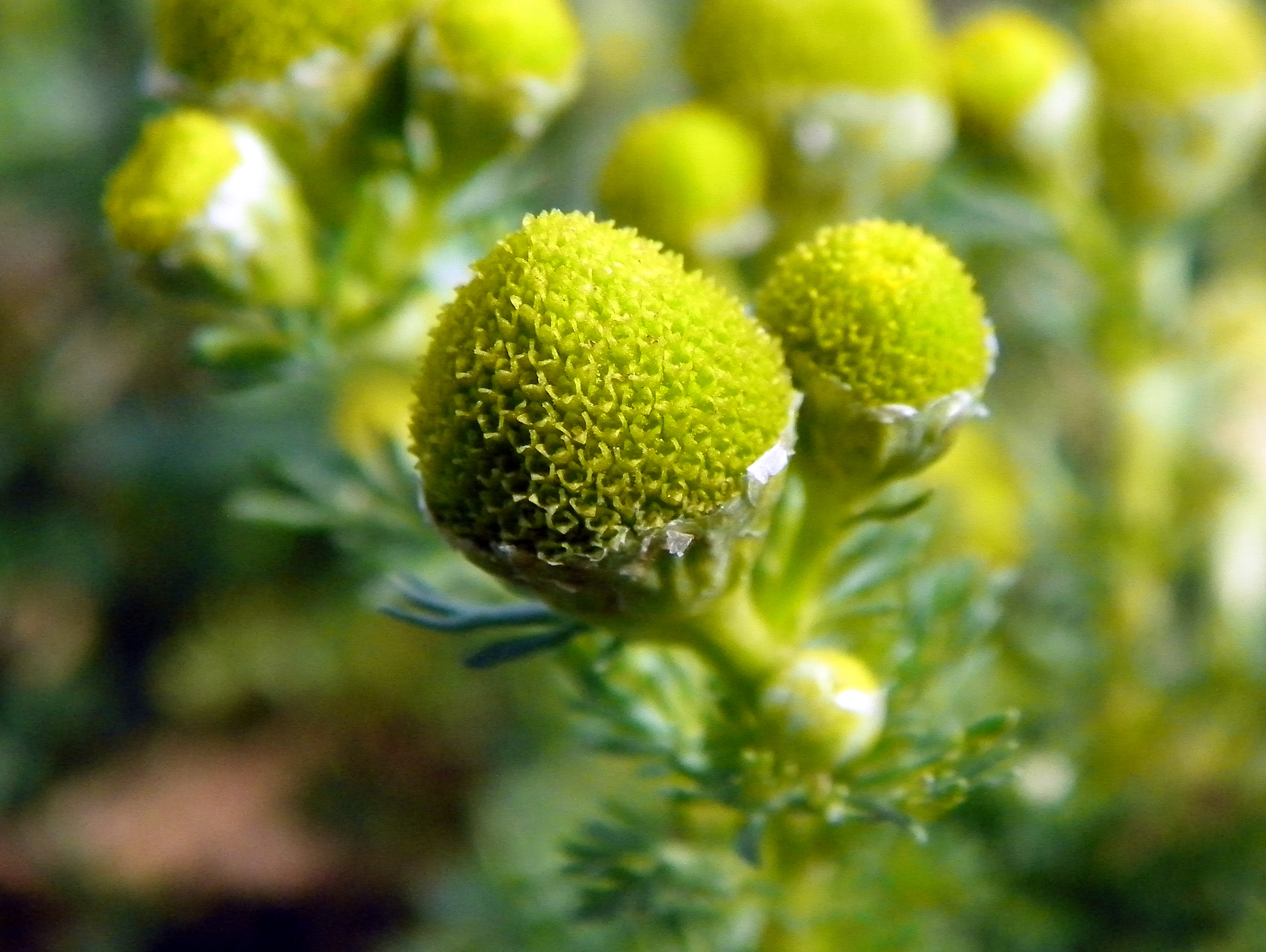
Hoofdje
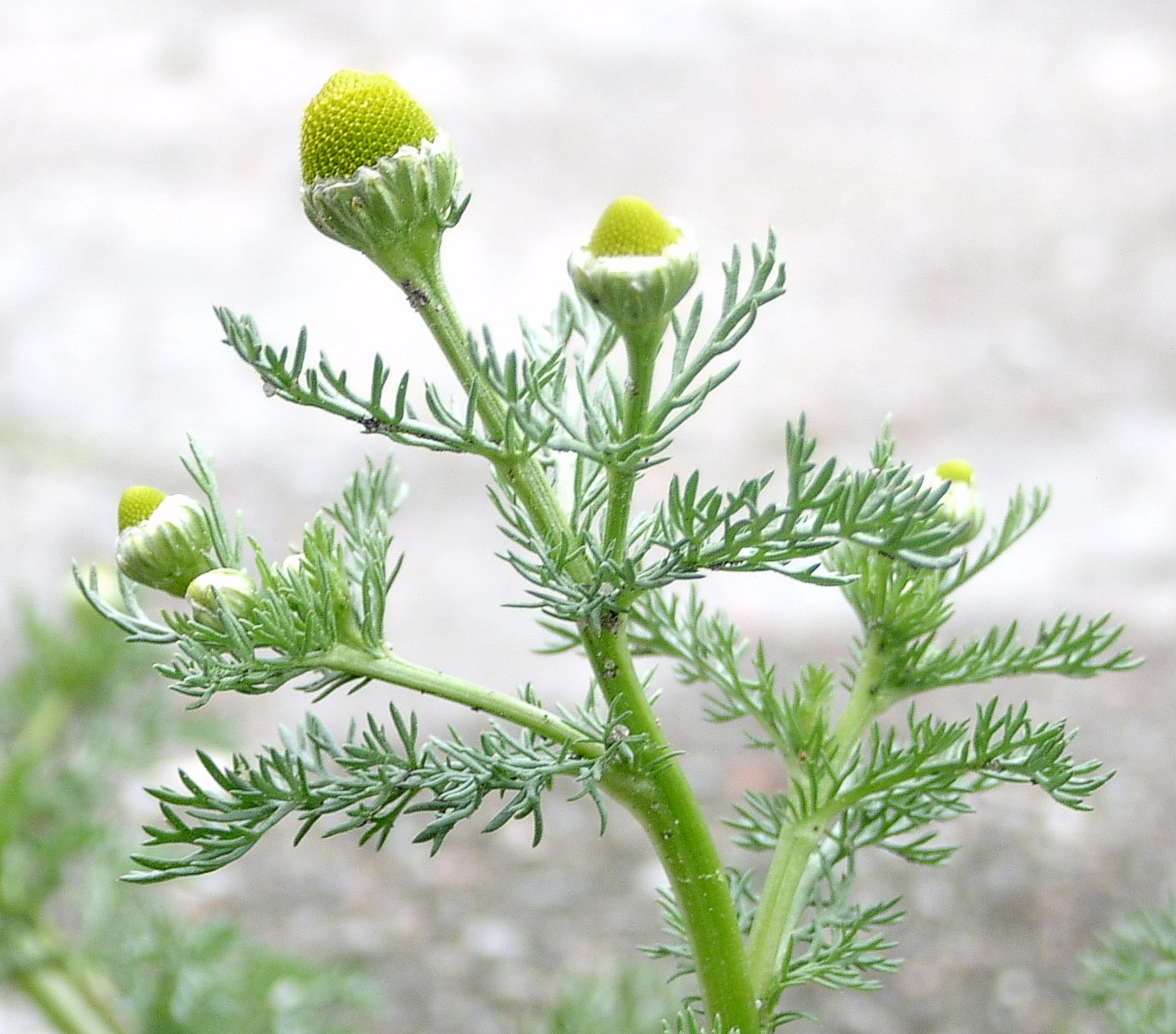
Omwindsel
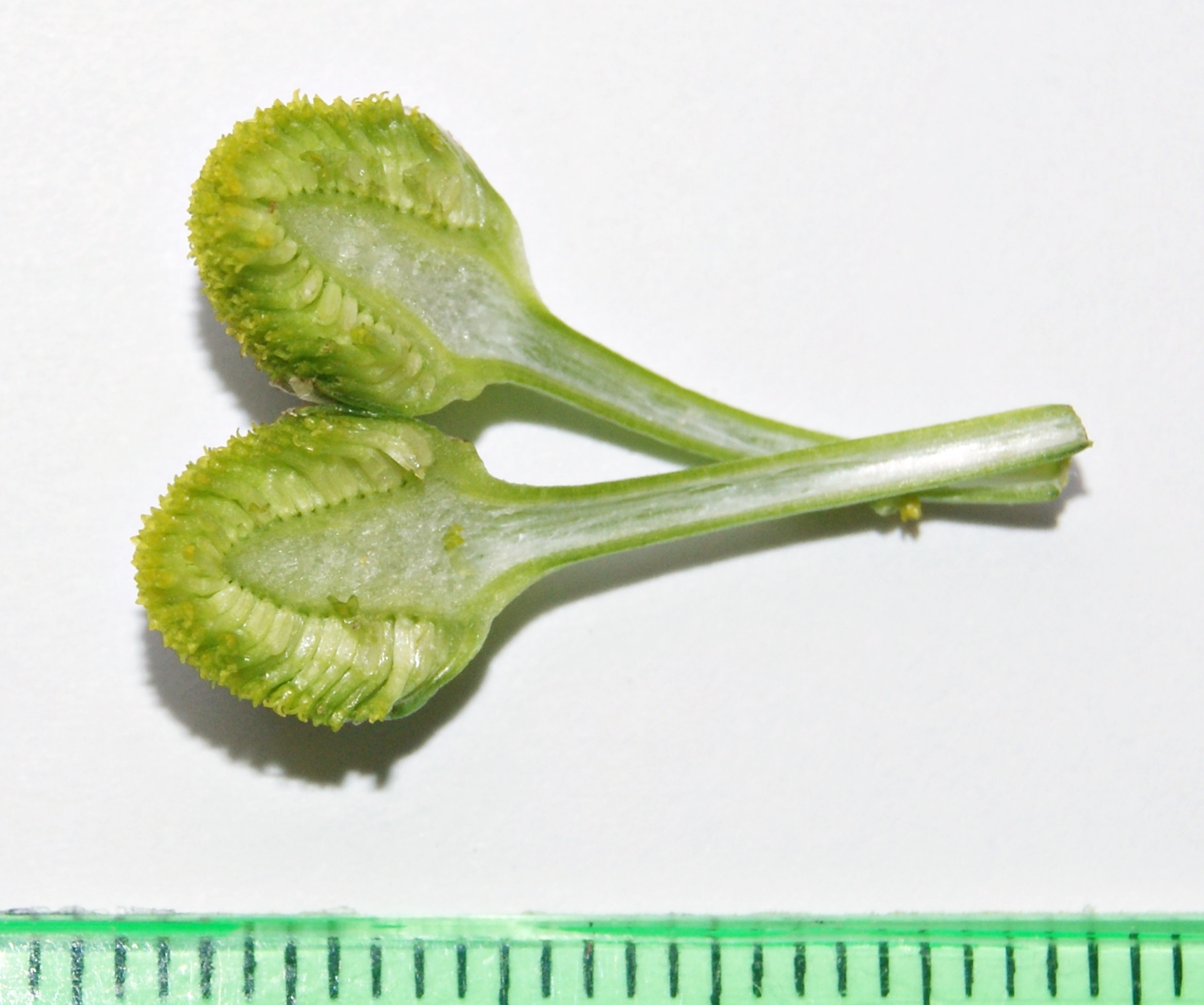
Bloembodem
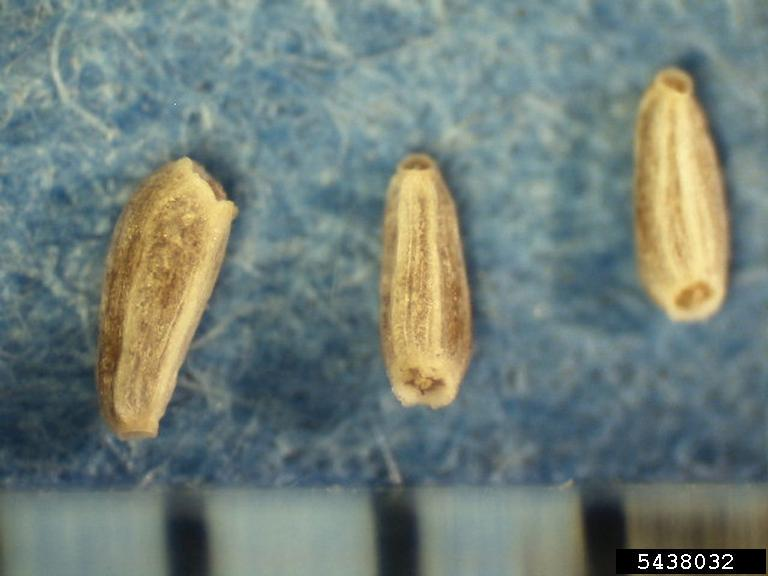
Nootjes